# Swinging Sixties

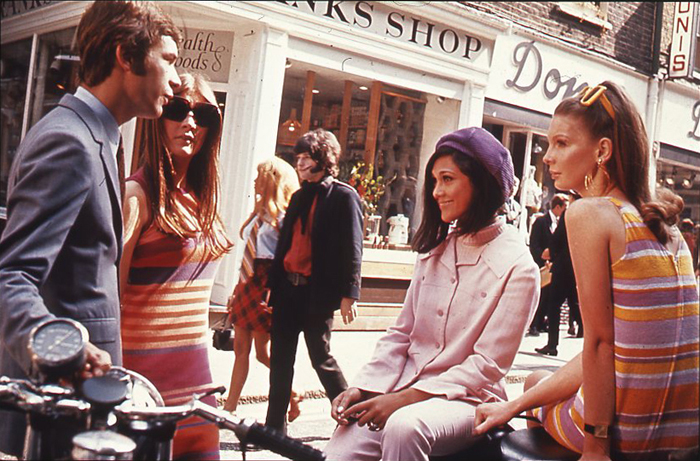
Carnaby Street en 1969.

Swinging London ou Swinging Sixties est une expression rendant compte de la vitalité culturelle de Londres dans les années 1960, devenue une capitale de la culture pop et de la mode. Menée par les jeunes, elle valorise la modernité et l'hédonisme. La musique et la mode de Londres en sont l'un des principaux fleurons. Cette évolution est alimentée par le baby boom et la forte croissance économique de l'après-Seconde Guerre mondiale. Elle constitue le pendant consumériste de la contre-culture underground qui se développe au même moment.
Parmi les symboles de cette période, on trouve les Beatles, le premier groupe de la British Invasion ; la minijupe de Mary Quant ; les mannequins populaires comme Twiggy ou Jean Shrimpton ; la sous-culture mod ; les grandes zones commerciales de Londres, King's Road, Kensington et Carnaby Street ; le militantisme du mouvement antinucléaire ; et la libération sexuelle.
La musique occupe une place prépondérante dans cette culture, avec des groupes comme les Who, les Kinks, les Yardbirds, les Small Faces ou les Rolling Stones, dont les chansons passent fréquemment sur les radios pirates comme Radio Caroline ou Swinging Radio England (en). Cette révolution touche également le cinéma britannique.

## Histoire
La musique pop, l'art pop et la mode pop au Royaume-Uni deviennent, dans les années 1960, des formes de culture populaires au sein de la jeunesse, au rayonnement mondial. Au milieu de la décennie, Londres symbolise le dynamisme, la renaissance culturelle et la confiance de toute une nation. La Swinging London constitue une fusion du design, de l'architecture, de boutique de mode et de la culture pop.
La capitale du Royaume-Uni rayonne alors à travers le monde par sa vitalité et attire les nouvelles générations, britanniques et étrangères, dans ses boutiques, clubs et galeries d'art. Les magasins deviennent des lieux de rencontre. Ils sont aménagés pour accueillir et faire rester les clients, et non plus seulement pour vendre. Soho et Carnaby Street où officiait Mary Quant qui diffuse la minijupe dans le monde, fixent les tendances, bien qu'étant au départ un quartier plus ou moins malfamé. La ville semble aussi offrir la possibilité d'une société plus ouverte. Pourtant, David Bailey, acteur de cette époque, décrit cela, ultérieurement, avec son esprit provocateur : « Les années 1960 étaient fantastiques à Londres pour une élite de 500 à 2 000 personnes. Mais si vous étiez chauffeur de taxi ou mineur de fond, rien ne changeait. »
L'expression Swinging London trouve son origine dans un titre de Time Magazine du 15 avril 1966 : « London : The Swinging City »,,.
Les classes supérieures bohèmes fréquentent les prolétaires embourgeoisés grâce à leurs succès artistiques : par exemple le coiffeur Vidal Sassoon ou le photographe David Bailey. Les grands mannequins vedettes d'alors comme Dorothy McGowan, Penelope Tree, Paulene Stone, mais surtout Twiggy et Jean Shrimpton sont pour beaucoup originaires de Grande Bretagne et font carrière à Londres. Ces dernières incarnent mondialement le « London Look »,,.
L'ouverture en 1973 d'une nouvelle boutique géante Biba par Barbara Hulanicki marque symboliquement la fin des Swinging Sixties.

## Dans la culture populaire
La série Chapeau melon et bottes de cuir est caractéristique de ce Swinging London ; Steed représente la classe supérieure et Mme Peel (habillée par John Bates (en)), femme libérée, est artiste et a une origine sociale plus populaire. Les Beatles, James Bond (créé par Ian Fleming), les mods, sont caractéristiques de cette « Belle Époque » quand l'Angleterre pouvait enfin se lancer dans le consumérisme après des années de guerre et d'austérité. On peut citer les débuts de Pink Floyd ou les séries Le Prisonnier et Adam Adamant lives ! comme suivant la même esthétique.
Le personnage principal du film Blow-Up de Michelangelo Antonioni est l'archétype du Swinging London, tout comme la série de films Austin Powers. Les films À cœur joie (1967) de Serge Bourguignon et Deep end (1970) de Jerzy Skolimowski situent également leur action à Londres dans ce contexte.
Dans Swimming Pool de François Ozon (2002), Charlotte Rampling et Ludivine Sagnier font notamment référence au Swinging London.